# 120 Collins Street

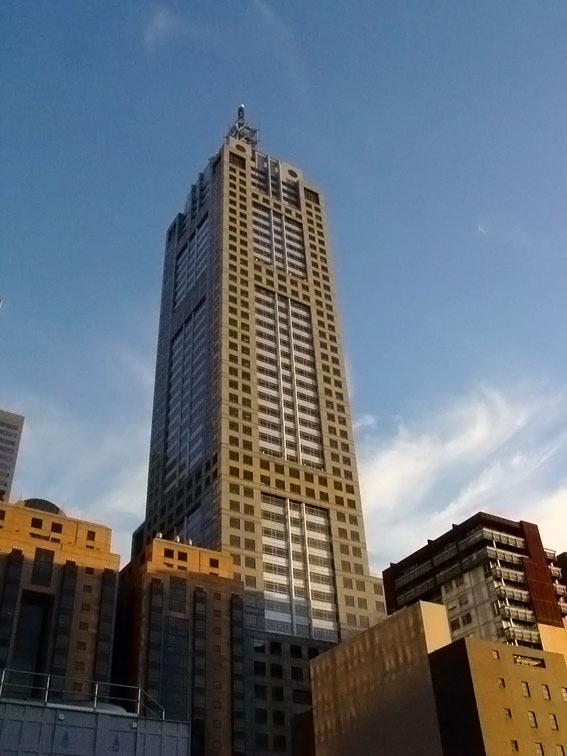

120 Collins Street é um arranha-céu com 264 metros (866 pés) de altura edificado na cidade de Melbourne, Austrália. Foi concluído em 1991, com 52 andares.